# Grande rombicubottaedro stellato
In geometria, il grande rombicubottaedro stellato è un poliedro stellato uniforme avente 20 facce - 8 triangolari e 18 quadrate - 48 spigoli e 24 vertici.

## Costruzioni di Wythoff
Utilizzando la costruzione di Wythoff, il grande rombicubottaedro stellato si può ottenere utilizzando tre famiglie di triangoli di Schwarz: 3/2 4 | 2 e 3 4/3 | 2, ottenendo sempre lo stesso risultato.

## Coordinate cartesiane
Le coordinate cartesiane per i vertici del grande rombicubottaedro stellato sono date da tutte le permutazioni di:
{\displaystyle \left(\,\pm 1,\,\pm 1,\,\pm ({\sqrt {2}}-1)\,\right).}

## Poliedri correlati
Il grande rombicubottaedro stellato, spesso indicato con il simbolo U17, ha la stessa disposizione di vertici del cubo troncato, il suo inviluppo convesso; inoltre, esso condivide anche la posizione degli spigoli con il grande cubicubottaedro, avendo in comune con esso la disposizione delle facce triangolari e di 6 facce quadrate, e con il grande rombiesaedro, con cui condivide la disposizione delle 12 facce quadrate.
| Cubo troncato | Grande rombicubottaedro stellato | Grande cubicubottaedro | Grande rombiesaedro |

### Grande icositetraedro trapezoidale
Il grande icositetraedro trapezoidale è un poliedro stellato isoedro, nonché il duale del grande rombicubottaedro stellato, avente per facce 24 dardi, detti anche aquiloni non convessi.
Dato un grande rombicubottaedro stellato di spigolo pari a 1, immaginando il grande icositetraedro trapezoidale come composto da 24 facce intersecanti a forma di dardo, come riportato nella figura sottostante, di cui solo una parte visibile all'esterno del solido, le facce risultanti hanno tre angoli uguali di ampiezza pari a {\displaystyle \arccos({\frac {1}{2}}+{\frac {1}{4}}{\sqrt {2}})\approx 31,399\,714\,809\,92^{\circ }} e uno di ampiezza pari a {\displaystyle 360^{\circ }-\arccos(-{\frac {1}{4}}+{\frac {1}{8}}{\sqrt {2}})\approx 265,800\,855\,570\,24^{\circ }}, con il rapporto tra lati lunghi e lati corti pari a {\displaystyle 2+{\frac {1}{2}}{\sqrt {2}}\approx 2,707\,106\,781\,19}. 